# (6840) 1995 WW5
1995 دابليو دابليو 5 (ويعرف أيضًا باسم (6840) 1995 دابليو دابليو 5 وفق تسمية الكوكب الصغير) (بالإنجليزية: 1995 WW5)‏ هو كويكب ضمن حزام الكويكبات؛ وترتيبه 6840 من حيث الاكتشاف.
اكتُشف هذا الجُرم الفلكي بواسطة هيروشي كانيدا في 18 نوفمبر 1995.

## وصلات خارجية
- (6840) 1995 WW5 في قاعدة بيانات مختبر الدفع النفاث لأجرام النظام الشمسي الصغيرة

- الاكتشاف · مخطط المدار ·  العناصر المدارية · المعلمات المادية

- (6840) 1995 WW5 على موقع ويكي سكاي: DSS2, SDSS, GALEX, IRAS, Hydrogen α, X-Ray, Astrophoto, Sky Map, Articles and images